# Oskar Schneider
Oskar Schneider, auch Oscar Schneider (* 18. April 1841 in Löbau; † 8. September 1903 in Blasewitz bei Dresden) war ein deutscher Lehrer,  Natur- und Heimatforscher.

## Leben und Wirken
Er war der Sohn des evangelisch-lutherischen Diakons und späteren Archidiakons Johannes Schneider und dessen Ehefrau Emilie geborene Kompaß. Nach dem Schulbesuch studierte er an der Universität Leipzig Theologie. Die vielseitigen Anregungen, die er nach Studienende während eines mehrjährigen Aufenthaltes in Ägypten erhielt und die Kontakte zu seinem Neffen, der Verfasser der „Beiträge zur Kenntnis der kaukasischen Käferfauna“ war, führten ihn zu geographischen, naturwissenschaftlichen und kulturgeschichtliche Studien, denen er in der Folge in seiner Freizeit verstärkt widmete. Daneben war er Mitglied und mehrere Jahre Vorsitzender des Vereins für Erdkunde zu Dresden und Mitglied der Naturwissenschaftlichen Gesellschaft.
Im Hauptberuf war er Lehrer, zuerst am Freimaurer-Jnstitut, dann an der Annenschule in Dresden. Ab 1872 war er Oberlehrer an der Annenrealschule.
Er verfasste eine Reihe von Abhandlungen, darunter die „Naturwissenschaftliche Beiträge zur Geographie und Kulturgeschichte“ und „Schneiders Typen-Atlas – Naturwissenschaftlich-geographischer Hand-Atlas für Schule und Haus“.